# Švyturio Arena
Švyturio Arena es un pabellón cubierto para la práctica de deportes y entretenimiento ubicado en la ciudad de Klaipėda, Lituania. El pabellón es local para el equipo de baloncesto BC Neptūnas Klaipėda. Es el pabellón donde se disputaron algunos partidos de la primera fase del EuroBasket 2011.